# Fear From the Hate
Fear From the Hate ist eine 2008 gegründete Trancecore-Band aus Tokio in Japan.

## Geschichte
Die Band entstand im Jahr 2008, als die befreundeten Musiker Hiro (Bassgitarre) und Kouichi (E-Gitarre, Programming) beschlossen, gemeinsam Musik zu machen. Bis zum März des Jahres 2011 sollten mehrfache Besetzungswechsel stattfinden, ehe das heutige Lineup der Band entstand. Heute spielen Lidy (Gesang), Taro (E-Gitarre), Tomoya (Schlagzeug), sowie die beiden Gründer Hiro und Kouichi.
Die Gruppe hatte 2010 die Möglichkeit, auf dem Scream Out Fest und der Geki Rock Tour teilzunehmen. Die Gruppe produzierte ihre EP Cursed Screamers For All The Frozen Tears. welche in Eigenregie entstand. Bereits 2009 entstand eine Demo-CD unter dem Titel There is no reply, It was a worthless corpse / Sign of a ruin, die auf Konzerten der Band verkauft wurde. Von der Demo wurden lediglich 1100 Pressungen vertrieben. Die Gruppe fing an, durch Japan zu touren und spielte bereits in Kantō, Osaka, Hyogo, Aichi und Fukui.
Im März 2011 unterzeichnete die Gruppe einen Vertrag mit dem japanischen Label Garimpeiro Records und nahm die Single Paint a Trip Party auf, welche 1500 Mal gepresst wurde und in wenigen Monaten ausverkauft war. Etwas später wurde zu diesem Song ein Musikvideo gedreht. Regisseur war Maxilla, der bereits mit bekannten nationalen Bands wie Her Name In Blood, Oceanlane, Newbreed und Crossfaith zusammenarbeitete. Das Debütalbum Birthday of 12 Questions erschien am 14. August 2011 und wird national vertrieben.

## Diskografie

### Demos/EPs
- 2009: There is no reply, It was a worthless corpse / Sign of a ruin (Demo)
- 2010: Cursed Screamers For All The Frozen Tears (EP)
- 2013: 1961 (EP, Okami Records, Gan-Shin Records)
- 2014: Returners (EP)

### Singles
- 2011: Paint a Trip Party (Garimpeiro Records)
- 2013: Alice (OKAMI Records)

### Alben
- 2011: Birthday of 12 Questions (Garimpeiro Records)

## Musikstil
Die Band vermischt Screamo und Metalcore mit Einflüssen des Eurodance, welcher als Trancecore bekannt ist.